# Matthias Schoenaerts
Matthias Schoenaerts (Antwerpen, 8 december 1977) is een Belgische acteur en graffitikunstenaar (alias: Zenith). Hij is de zoon van de acteur Julien Schoenaerts.

## Carrière
Het filmdebuut van Schoenaerts kwam er in 1992 in de voor een Oscar genomineerde film Daens van regisseur Stijn Coninx. De toen veertienjarige acteur speelde de rol van Wannes Scholliers.
Na kleinere rolletjes in televisieseries als Stille Waters en Flikken in 2001 verscheen hij een jaar later in Meisje, het regiedebuut van Dorothée Van Den Berghe. Hiermee werd hij in 2003 benoemd tot "Shooting Star" voor België op het Internationaal filmfestival van Berlijn.
In 2003 kwam zijn tweede filmopdracht. Schoenaerts vertolkte de rol van Chouki in Any Way the Wind Blows, het filmdebuut van Tom Barman.
Schoenaerts, die nog steeds met toneel bezig was, verscheen in meerdere kortfilms onder andere Message from outer space. Uiteindelijk was het wachten tot 2004 alvorens hij weer een hoofdrol kreeg in een langspeelfilm. In Ellektra van regisseur Rudolf Mestdagh kroop hij in de huid van Cosmonaut X, een dj die doof wordt. De acteur keerde nog vaak terug naar andere projecten zoals kortfilms en bleef ook toneel spelen. In zijn vrije tijd is hij fervent bezig met graffiti. Zo nam hij in 2003 deel aan een project van het Groeningemuseum te Brugge om graffiti geïnspireerd op de Vlaamse Primitieven in de stad aan te brengen.
In 2005 vertolkte hij enkele hoofdrollen in bekroonde kortfilms: Het einde van de rit, The one thing to do en Dochter.
In 2006, zo'n twee jaar na z'n laatste langspeelfilm, trok Schoenaerts naar Nederland. Daar werkte hij samen met Paul Verhoeven. In Zwartboek, een film over de Tweede Wereldoorlog, vertolkte hij de rol van Joop. In hetzelfde jaar was Schoenaerts ook te zien in Dennis van Rita, waarin hij Dennis speelde. Later speelde hij Corné in de Belgisch-Nederlandse productie Nadine en de hoofdrol in de Franstalige kortfilm Retour van Nicolas Bruyelle. Deze korte film werd bekroond tot beste Belgische korte film op het filmfestival van Namen.
In 2007 speelde hij de jonge schrijver, een hoofdrol in de Nederlandse productie De Muze van Ben van Lieshout.
In het voorjaar van 2008 kwam Linkeroever in de bioscoop. Schoenaerts vertolkte de rol van protagonist Bob. In het najaar verscheen de nieuwste film van Erik Van Looy en Bart De Pauw: Loft. Hierin speelt hij Filip Willems, een van de vijf hoofdpersonages. In de kortfilm Tunnelrat van de één-reeks De Smaak van De Keyser speelt hij Alfred Lenaerts. Voor deze rol ontving hij in 2009 de televisiester voor Beste Acteur en werd hij ook genomineerd voor Beste Acteur op het Internationaal televisiefestival van Monte-Carlo. In hetzelfde jaar won hij de Humo's Pop Poll voor beste Belgische acteur.
In 2009 verscheen Schoenaerts als Raven in My Queen Karo, de tweede langspeelfilm van Dorothée Van Den Berghe, in de bioscoop.
De film Linkeroever, waarin Schoenaerts een van de hoofdrollen vertolkt, won de Zilveren Méliès op het Neuchâtel International Fantastic Film Festival (NIFFF) in het Zwitserse Neuchâtel.
In 2011 verschenen Pulsar van Alex Stockman en Rundskop van Michaël R. Roskam met in beide films Schoenaerts in de hoofdrol. Pulsar won de prijs van de filmkritiek op het Filmfest Hamburg in Hamburg. Rundskop werd geselecteerd voor het Internationaal filmfestival van Berlijn. Schoenaerts kweekte hiervoor 27 kilo spiermassa om de rol van louche vetmester te spelen. De film verzamelde in totaal 31 prijzen op verschillende internationale filmfestivals. Bovendien werd de film genomineerd voor de Oscar voor beste buitenlandse film.
Op 16 mei 2011 geraakte bekend dat Schoenaerts zou meespelen in de Amerikaanse remake van Loft. Eerder speelde hij hetzelfde personage (Filip) in de originele versie. De regisseur was opnieuw Erik Van Looy.
Op 5 september 2012 speelde Schoenaerts een hoofdrol in De rouille et d'os van regisseur Jacques Audiard, naast Marion Cotillard. Op het Filmfestival van Cannes ging op 20 mei 2013 de film Blood Ties in première, waarin Schoenaerts opnieuw naast Cotillard te zien was.
In A Little Chaos uit 2014 is de acteur te zien samen met Kate Winslet. In dit kostuumdrama ontwerpen beiden een fontein voor de tuinen van Versailles. In Suite française (2014) is hij te zien met Michelle Williams.
In 2018 en 2019 vertolkte Schoenaerts hoofdrollen in de dramafilms Kursk en The Mustang. In 2023 speelde hij de hoofdrol van Django in de tiendelige gelijknamige spaghettiwesternreeks.
In oktober 2022 werd bekend dat hij naast Kate Winslet zou meespelen in de satirische HBO-miniserie The Regime. Hij kruipt in de huid van een soldaat die recent in ongenade is gevallen, maar al snel het vertrouwen lijkt te winnen van het hoofdpersonage, een voormalig arts en kanselier van een fictieve Centraal-Europese autocratie die haar positie bedreigd ziet door binnenlandse onrust. The Regime ging in première op 3 maart 2024 op onder meer de streamingsdiensten Streamz (België) en HBO Max (Nederland, Verenigde Staten).
In mei 2024 werd bekendgemaakt dat Schoenaerts de rol zal spelen van Johnny Hallyday in een biopic van de Franse zanger, die naar verwachting in 2025 in de zalen zal komen.

## Onderscheidingen

### Vertolking inRundskop
- Bij de uitreiking van de Vlaamse Filmprijzen tijdens het Filmfestival Oostende in september 2011 werd Matthias Schoenaerts bekroond met de prijs Beste acteur in hoofdrol.
- Op 27 september 2011 ontving Matthias Schoenaerts de prijs voor Beste acteur tijdens het Fantastic Fest te Austin, Texas.
- Op 15 oktober 2011 ontving hij de prijs voor Beste acteur op het Festival International des Jeunes Realisateurs in Saint-Jean-de-Luz, Frankrijk.
- Op 22 oktober 2011 ontving hij de Heroes Award op het 2 in 1 International Film Festival of Contemporary Cinema in Moskou, Rusland.
- Op 8 november 2011 werd hij bekroond met de Acting Award door de persjury op het 25e American Film Institute-festival.
- Op 12 november 2011 ontving Matthias Schoenaerts de Special award for contribution to Northern cinema op het Noordelijk Film Festival in Leeuwarden.
- In december 2011 viel Matthias Schoenaerts tijdens het Festival de Cinéma Européen des Arcs in Bourg-Saint-Maurice in de prijzen: hij ontving er de Prix d'Interprétation Masculine.
- Op 15 januari 2012 ontving hij de FIPRESCI-prijs voor Beste Acteur op het Palm Springs International Film Festival in Palm Springs, Californië.
- Begin februari 2012 kreeg hij de Magritte du cinéma van Beste acteur, uitgereikt door de André Delvaux Academie (Franstalige tegenhanger van de Vlaamse Filmprijzen).

### Andere
- Op 27 maart 2009 kreeg hij de Vlaamse televisiester 2008 voor 'Beste Acteur' voor zijn vertolking in De Smaak van De Keyser.
- Hij werd begin 2012 verkozen als Vlaamse Filmpersoonlijkheid 2011 via een internetpeiling op Vlaamsefilm.be (een initiatief van het Vlaams Audiovisueel Fonds).
- Op 22 februari 2013 kreeg hij een César - de Franse tegenhanger van de Oscars -  voor de beste mannelijke belofte voor zijn rol in De rouille et d'os.
- In 2015 ontving Schoenaerts de titel van ridder in de Franse Orde van Kunsten en Letteren.

## Graffiti
Schoenaerts is graffitikunstenaar sinds zijn tienerjaren. Onder de naam Zenith uit hij zijn inspiratie die hij vindt in de barsten en problemen in de maatschappij van vroeger en nu. Voor het kunstenfestival The Crystal Ship schilderde Schoenaerts twee murals in Oostende genaamd Think Outside The Box (2017) en Fallen Power (2020). In Parijs maakte hij een groot graffitikunstwerk ter ere van George Floyd en Adama Traoré, die allebei gestorven zijn door politiegeweld.
Kunstenaar Arne Quinze is curator van het kunstproject North West Walls, een containerconstructie op de wei van Rock Werchter. In mei 2022 nodigde Quinze Schoenaerts uit om een containerwand te bewerken. Hij baseerde zich op een foto van Sanda Dia, de 20-jarige student die om het leven kwam na een uit de hand gelopen studentendoop. Schoenaerts noemde het kunstwerk ZWART OP WIT. #justiceforsanda.